# Jacek Pawlak
Jacek Pawlak (ur. 1963 w Warszawie) – polski menedżer, doktor nauk ekonomicznych, prezydent Toyota Motor Poland i Toyota Central Europe.

## Życiorys
W 1987 ukończył studia na Wydziale Samochodów i Maszyn Roboczych Politechniki Warszawskiej. W 2003 rozpoczął studia doktoranckie na Uniwersytecie Warszawskim na kierunku „Instytucje Finansowe i Strategie Gospodarcze Firm”, które ukończył w 2006. W 2012 uzyskał stopień doktora nauk ekonomicznych na Wydziale Nauk Ekonomicznych Uniwersytetu Warszawskiego na podstawie pracy pt. Fuzje i przejęcia jako strategia alternatywna dla rozwoju organicznego przedsiębiorstw – badania długookresowych efektów ekonomicznych na przykładzie sektora motoryzacyjnego.
W Toyota Motor Poland pracuje od 1991. W latach 1999–2002 był dyrektorem Działu Rozwoju Sieci Dealerskiej. W latach 2002–2003 był dyrektorem handlowym polskiego oddziału Toyoty. W latach 2003–2006 był dyrektorem zarządzającym. W latach 2002–2006 Toyota awansowała z 8 na 3 miejsce najlepiej sprzedających się marek w Polsce, uzyskując 11,6-procentowy udział w rynku.
W 2006 roku rozpoczął pracę w Toyota Motor Europe w Brukseli, gdzie w latach 2006–2010 był dyrektorem sprzedaży w Europie, odpowiedzialnym za wdrażanie 2 projektów strategicznych Toyoty w Wielkiej Brytanii, Niemczech, Francji, Hiszpanii i Włoszech. W styczniu 2012 wrócił do Polski na stanowisko prezydenta Toyota Motor Poland. Był pierwszym Polakiem i pierwszym nie-Japończykiem na tym stanowisku. W styczniu 2016 objął równoległe stanowisko prezydenta Toyota Central Europe, oddziału obejmującego Słowację, Czechy i Węgry.
Jest członkiem rady nadzorczej Toyota Bank Polska oraz Rady ds. Przedsiębiorczości przy Prezydencie RP.
Ma żonę Ewę i troje dzieci.

## Nagrody
W listopadzie 2016 roku na targach Fleet Market redakcja magazynu Fleet przyznała Jackowi Pawlakowi nagrodę Fleet Leader.
W listopadzie 2016 roku Jacek Pawlak otrzymał nagrodę Złota Kierownica w kategorii "Człowiek Roku". Nagroda została przyznana przez redakcję magazynu Auto Świat.